# Cotyledon
Cotyledon is een geslacht van succulenten uit de vetplantenfamilie (Crassulaceae). De soorten van dit geslacht komen vooral voor in zuidelijk Afrika, maar ze komen ook voor in drogere gebieden in noordelijke delen van Afrika en op het Arabisch Schiereiland.

## Soorten

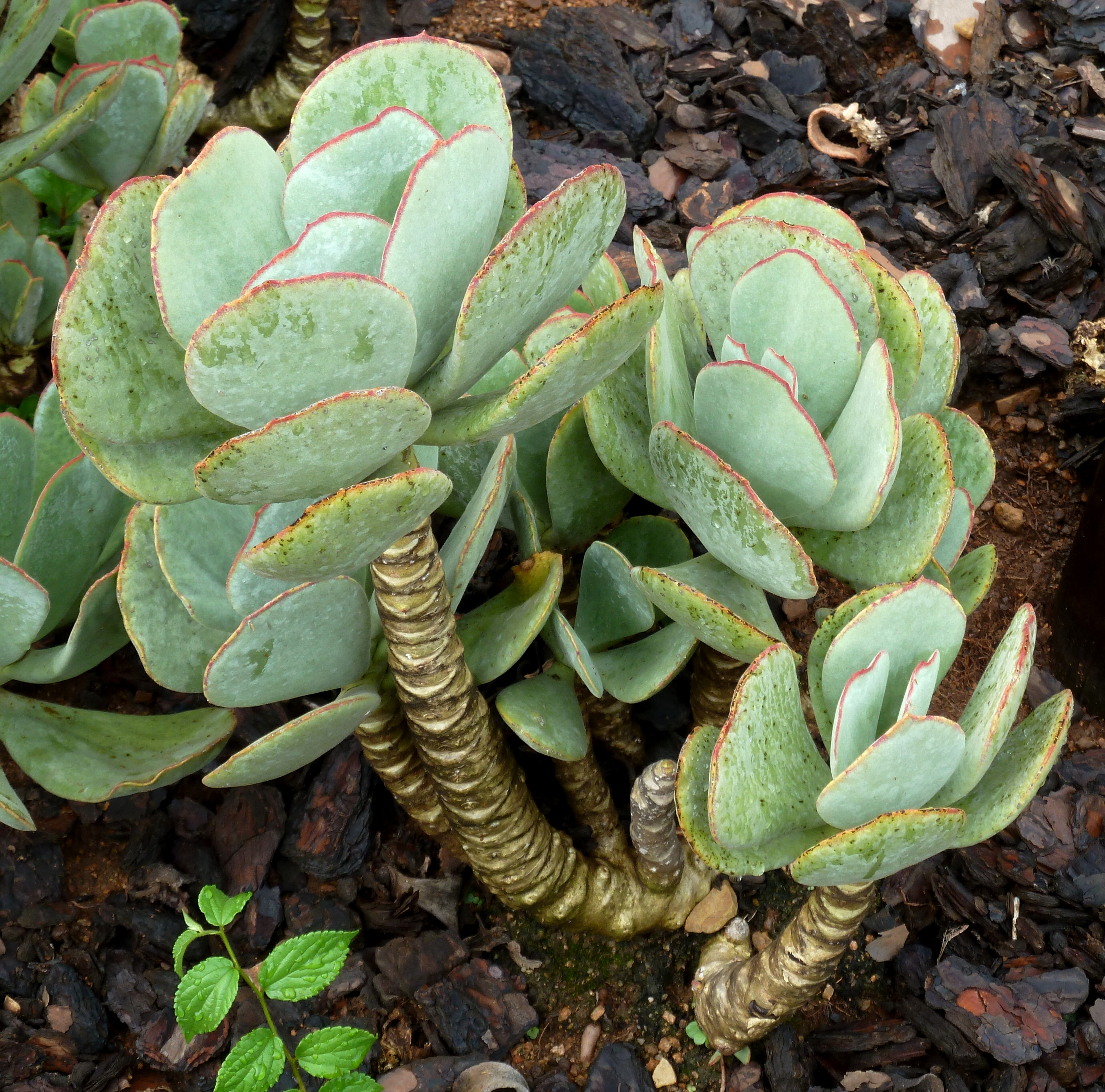
Cotyledon adscendens
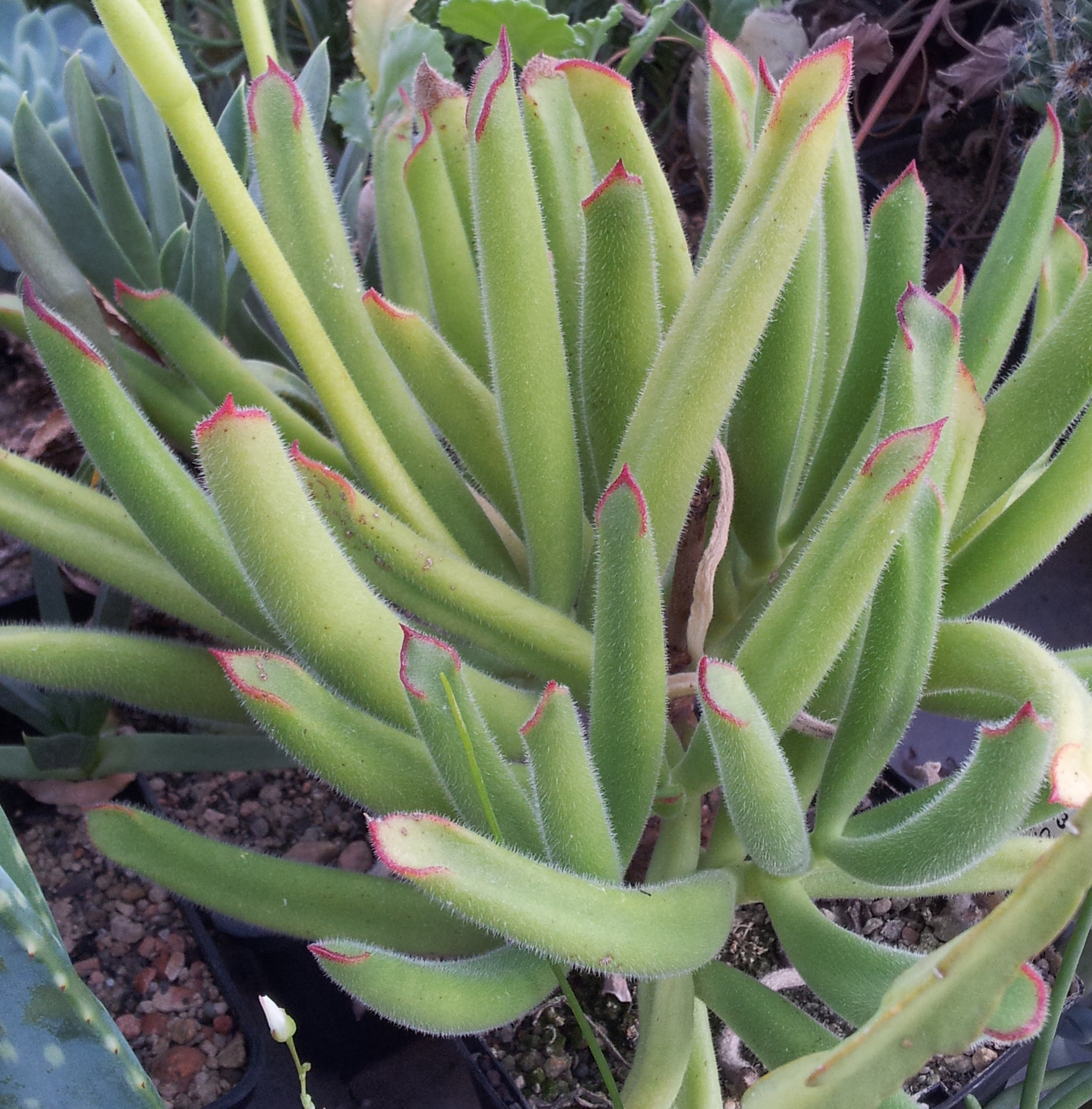
Cotyledon barbeyi
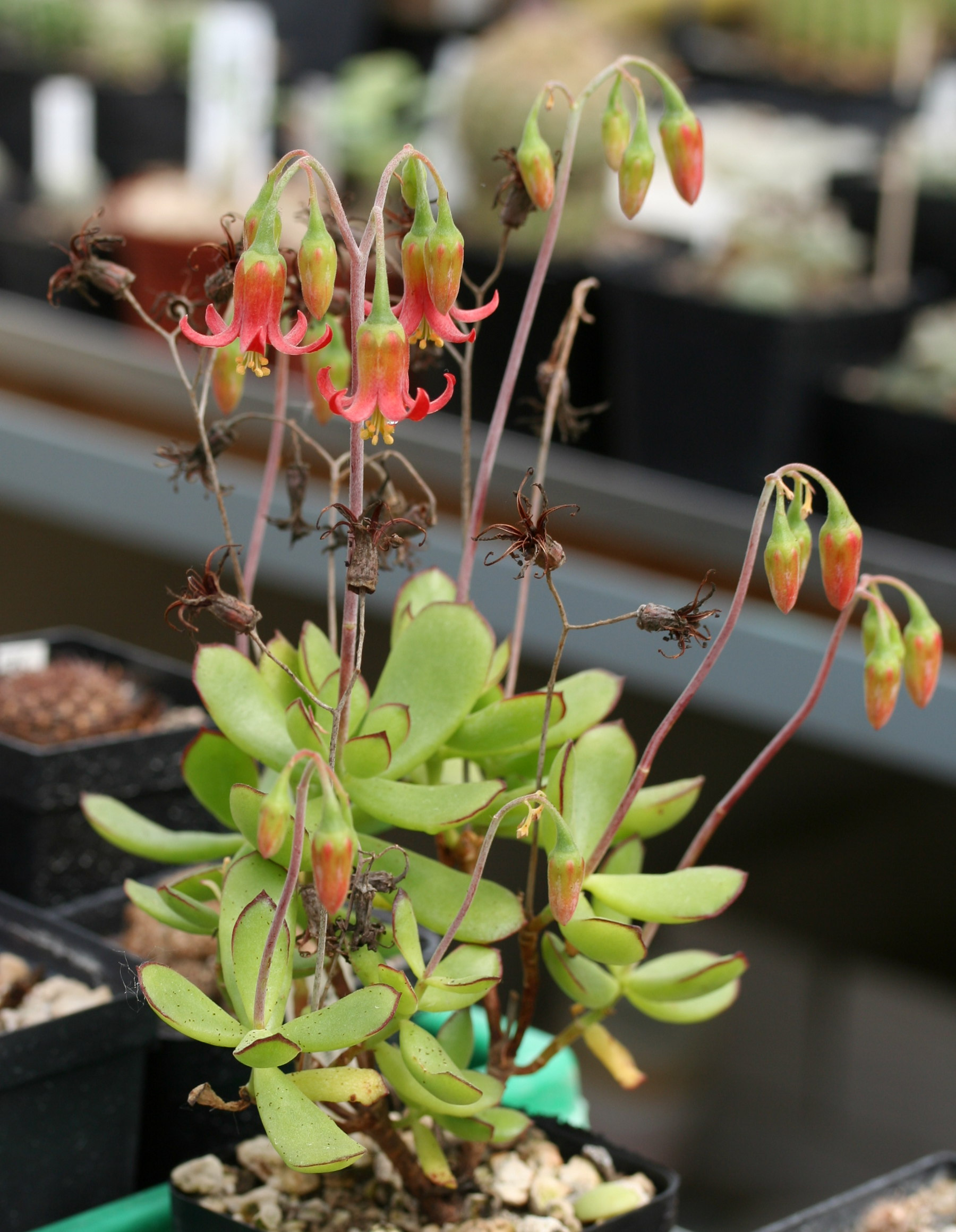
Cotyledon campanulata
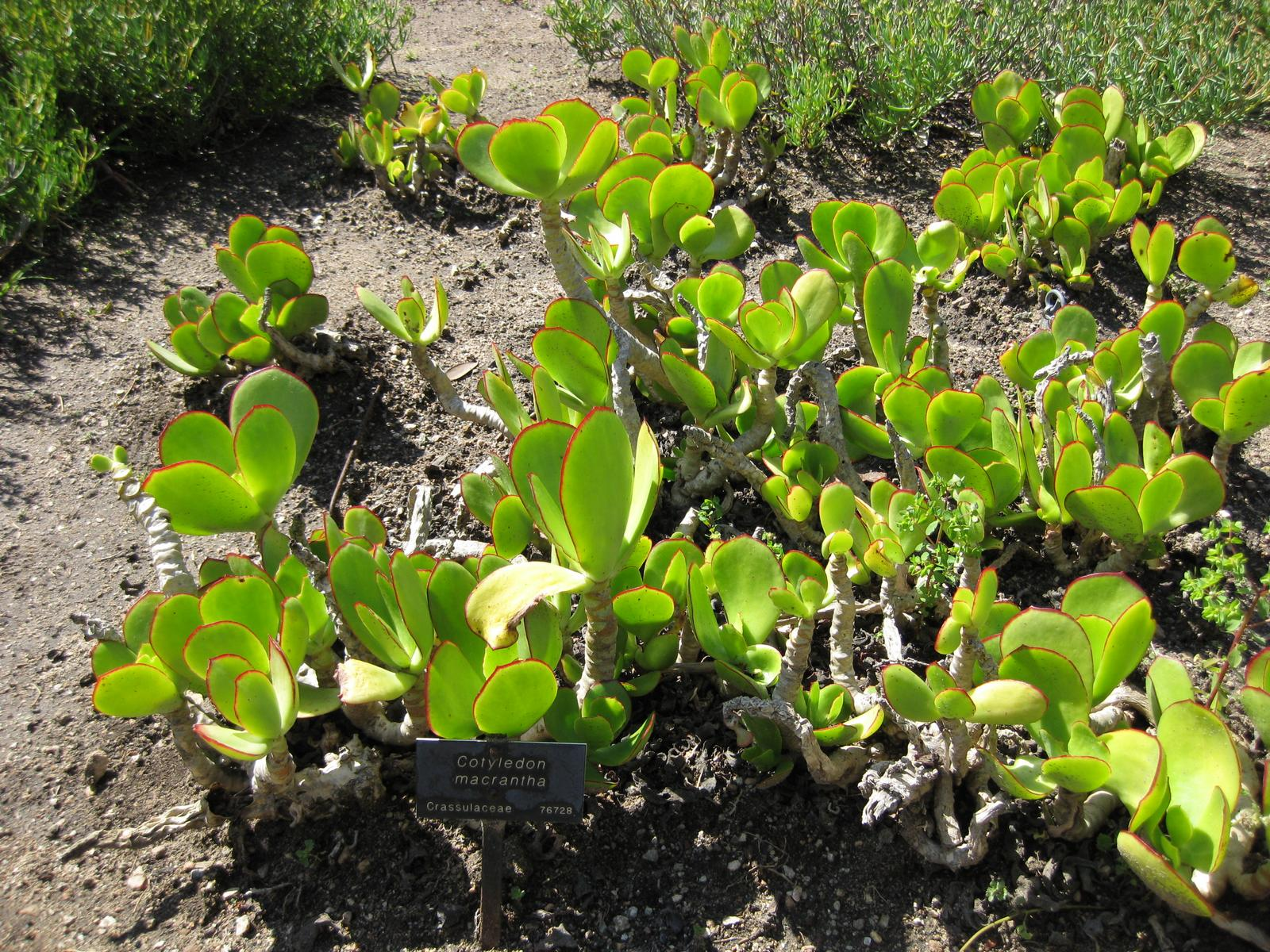
Cotyledon cuneata
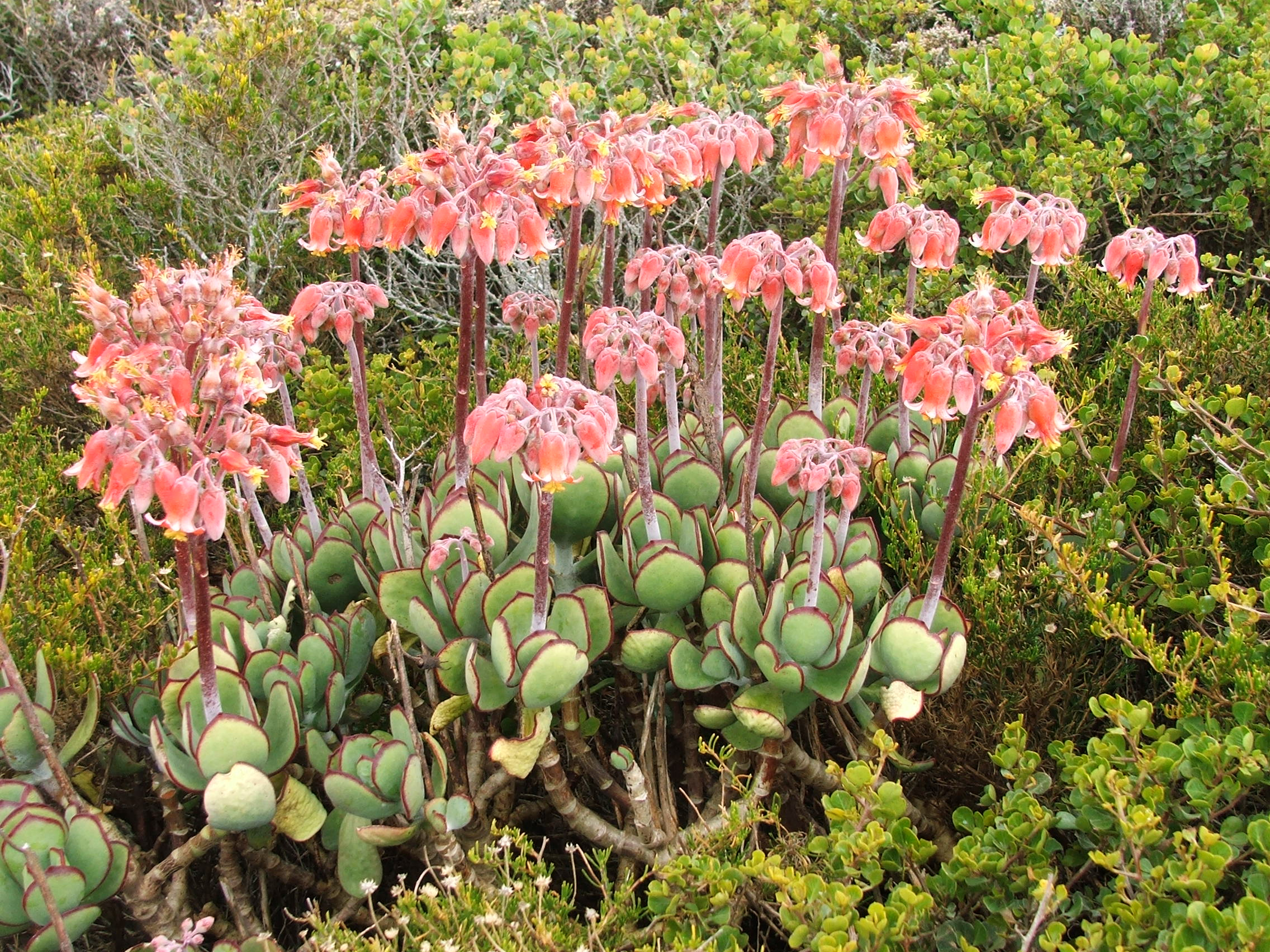
Cotyledon chrysantha
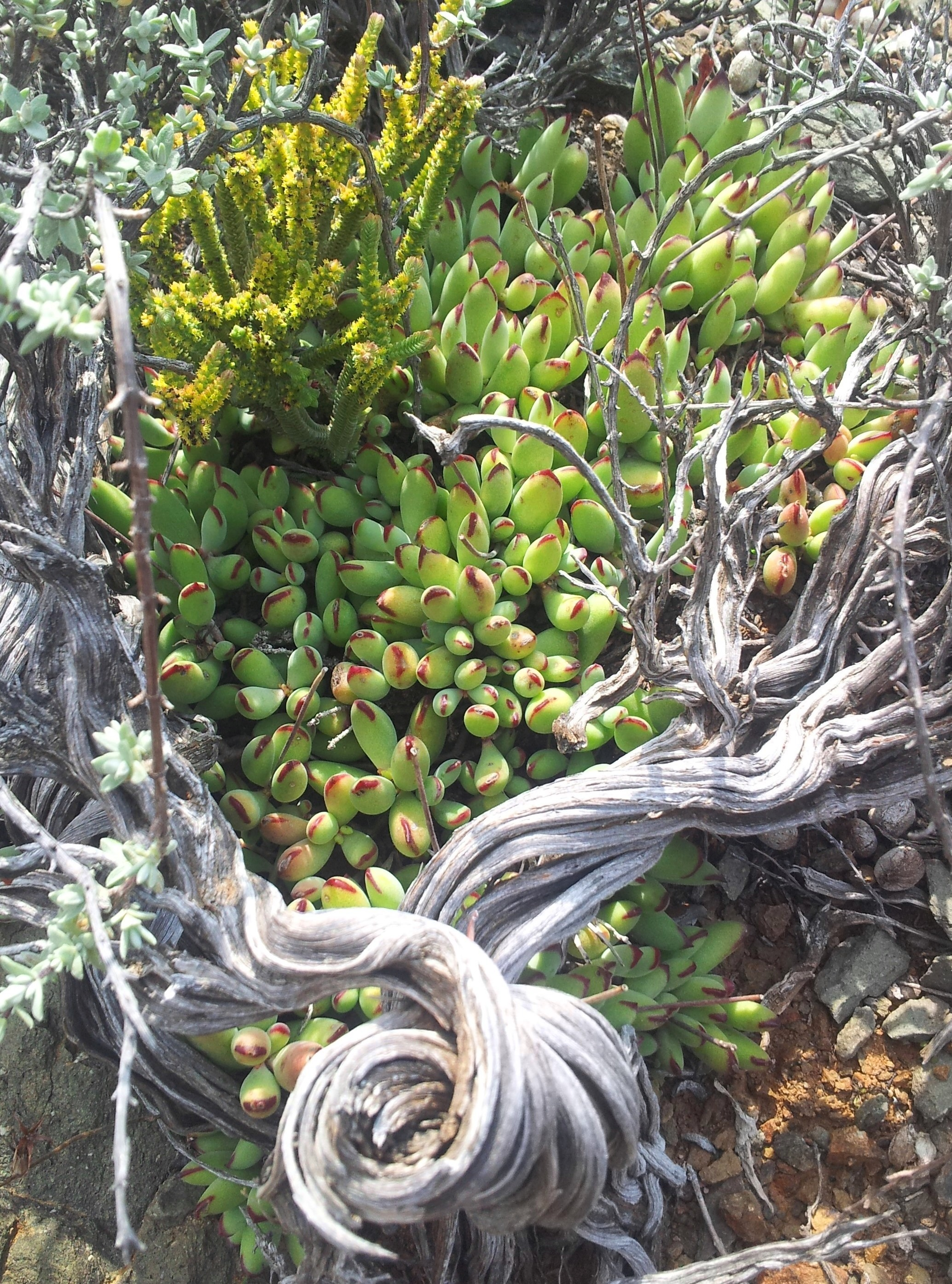
Cotyledon elisae
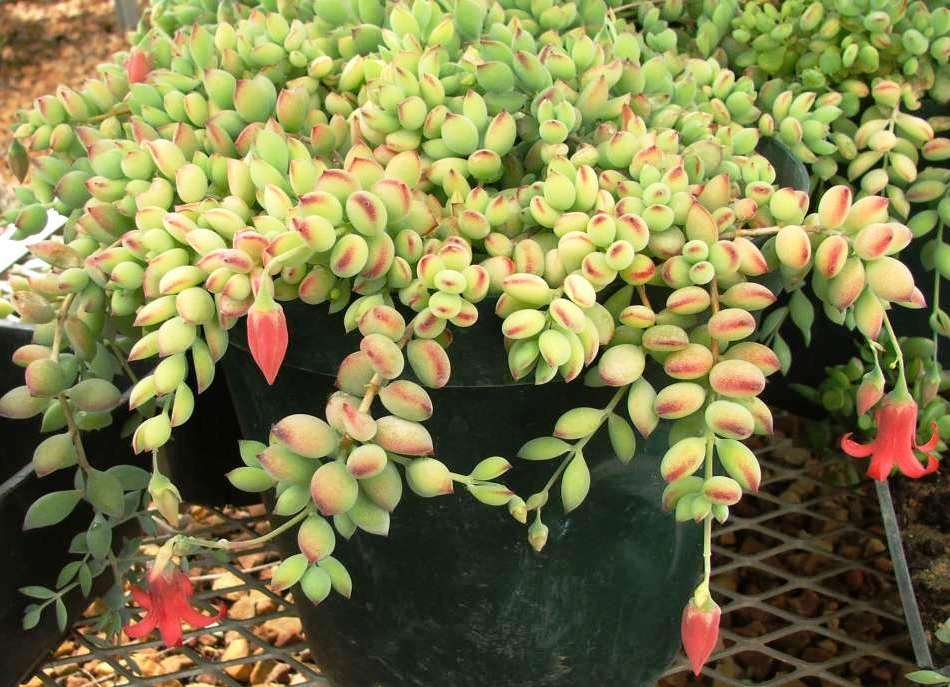
Cotyledon galpinii
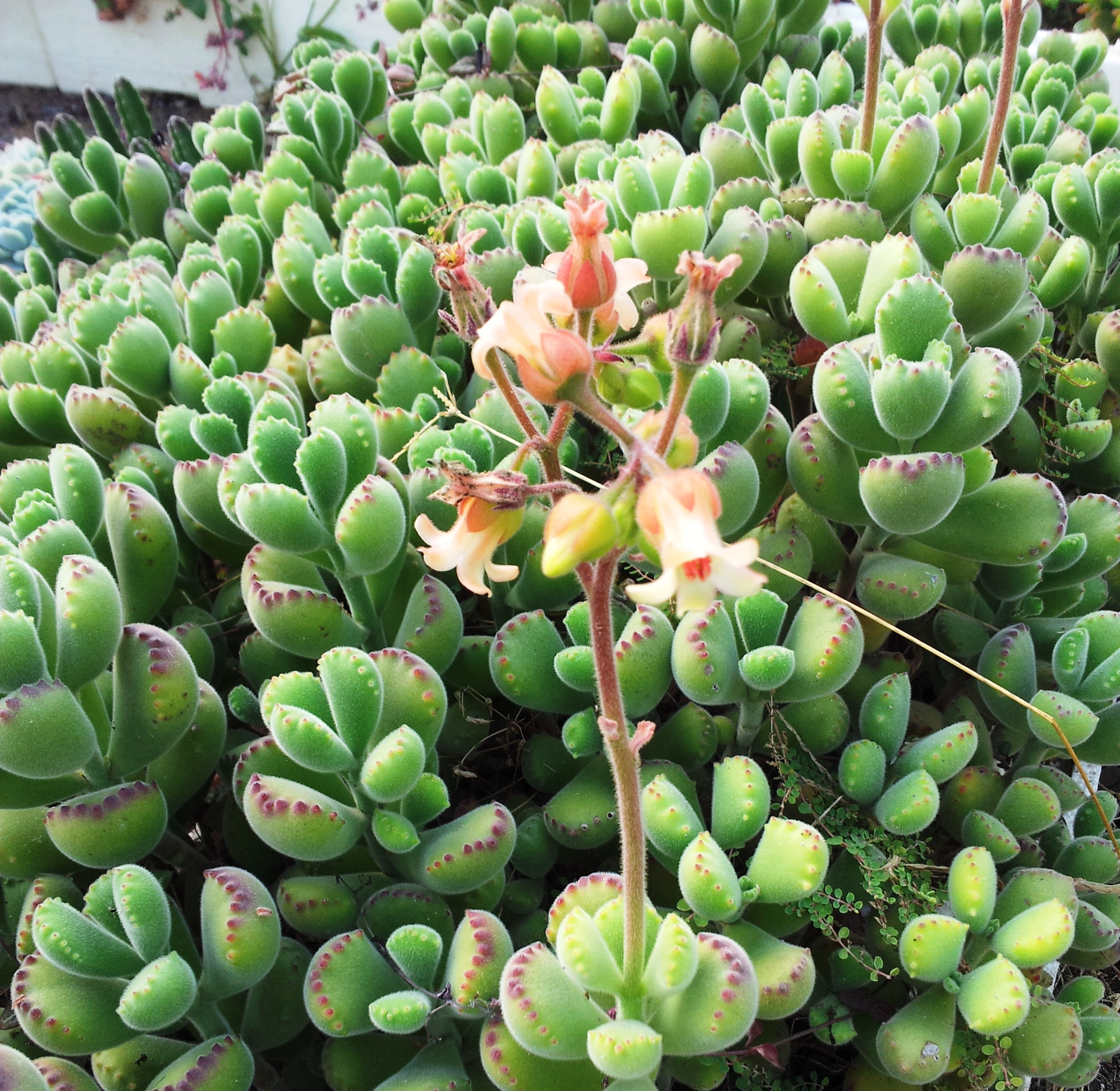
Cotyledon orbiculata
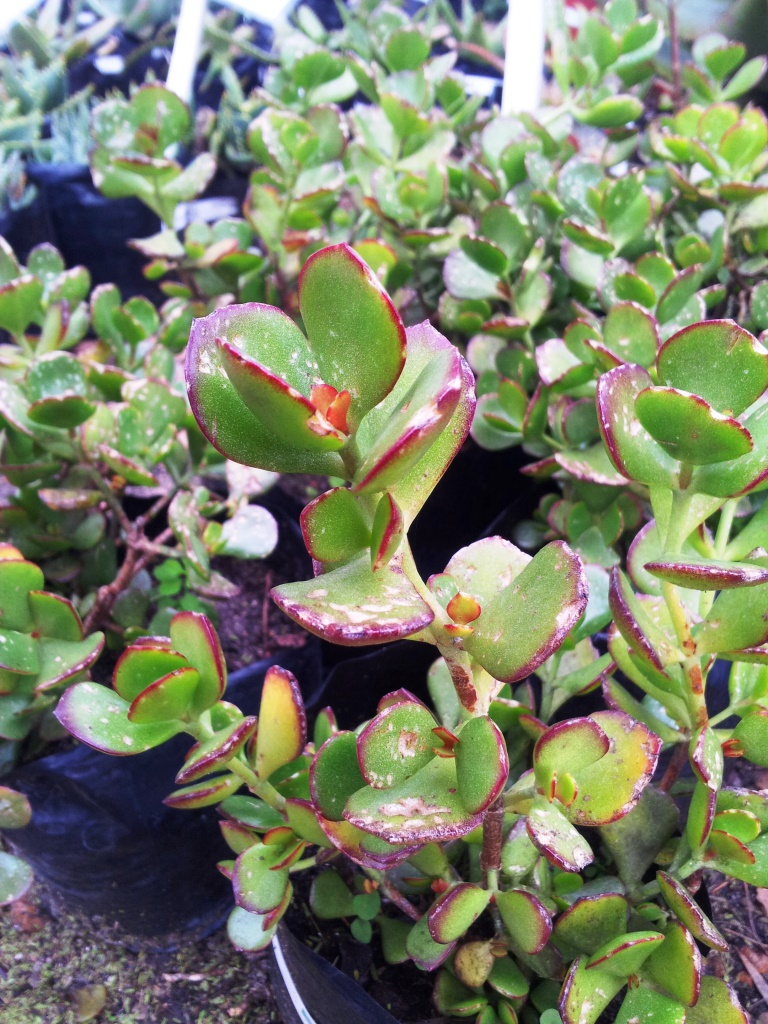
Cotyledon papilaris
- Cotyledon tomentosa
- Cotyledon undulata
- Cotyledon velutina
- Cotyledon woodii

- Cotyledon barbeyi
- Cotyledon campanulata
- Cotyledon eliseae
- Cotyledon macrantha
- Cotyledon orbiculata
- Cotyledon papillaris
- Cotyledon pendens
- Cotyledon tomentosa
- Cotyledon woodii

Adromischus · Aeonium · Aichryson · Chiastophyllum · Cotyledon · Crassula · Diamorpha · Dudleya · Echeveria · Graptopetalum · Greenovia · Hylotelephium (Hemelsleutel) · Hypagophytum · Jovibarba · Kalanchoe (Kalanchoë) · Lenophyllum · Monanthes · Orostachys · Pachyphytum · Perrierosedum · Phedimus (Vlak vetkruid) · Pistorinia · Prometheum · Pseudosedum · Rhodiola · Rosularia · Sedum (Vetkruid) · Sempervivum (Huislook) · Thompsonella · Tylecodon · Umbilicus · Villadia